# Banyan VINES
A Banyan VINES (Virtual Integrated NEtwork Service) hálózati operációs rendszer és hálózati protokollok összessége volt, amelyet kliensgépekkel való kommunikációra használtak. A Banyan cég a VINES operációs rendszerét UNIX-ra, a hálózati protokolljait pedig a Xerox XNS protokollcsomagjára alapozta. A VINES-hoz hasonlóan XNS-alapú rendszer volt a Novell NetWare és az ARCNET is. Ezen korai rendszerek nagy része mára eltűnt a piacról, a Banyan céggel együtt.
A Banyan VINES főtervezője James Allchin volt, aki 2007. január 30-i nyugdíjba vonulásáig a Microsoftnál dolgozott a Platforms csoport vezetőjeként.
Magyarországon a MONTANA Vállalatcsoport foglalkozott a termékkel és adaptált számtalan alkalmazást .

## A VINES technológia
Kliens-szerver modellre épül, ahol a munkaállomások használják fel a szerverek szolgáltatásait (nyomtatás, file-kiszolgáló stb.) Hálózati protokollja, a VINES Internetwork Protocol (VIP), 48 bites Ethernet címeket használ, ebből 32 bit a hálózati cím, mely igazából egy kiszolgálóhoz kötôdik és 16 bit pedig az állomás száma. A VIP az AppleTalk-hoz hasonló dinamikus címkiosztást használ, de itt a kiszolgálók jelenléte megkönnyíti a folyamatot.
A VINES forgalomirányító algoritmusai nagyban különböztek a többi XNS-alapú rendszer által használt algoritmustól. Lényeges különbség volt az ARP (Address Resolution Protocol) esetén, hogy a VINES kliensek automatikusan meg tudták határozni saját hálózati címüket. Induláskor a kliens broadcast kérést küldött ki az alhálózatára, aminek hatására valamely kiszolgálók felajánlottak neki címeket. Habár a kliens a legelső választ fogadta el, a kiszolgálók később küldhettek a kliensnek új konfigurációt, ha a hálózaton valamilyen változás állt be. Ez az ARP koncepció nagyban hasonlított az AppleTalk AARP rendszerére, kivéve azt, hogy a VINES esetében szükség volt legalább egy kiszolgálóra. Ezzel szemben az AARP rendszer képes volt teljes egészében kiszolgáló nélkül működni. A VINES "beszédes" hálózat, mivel a kliensek állapotváltozásairól folyamatosan tájékoztatni kell a hálózaton lévő kiszolgálókat.
Alsó rétegbeli routing protokollja egy módosított RIP, ezúttal RTP (Routing Table Protocol) néven. Létezik ICMP-hez hasonló protokoll, az ICP (Internet Control Protocol), mely a hibák jelzésén kívül link-ek költségének terjesztésére is szolgál.
Középső rétegben viszonylag standard megoldást alkalmaz a VINES. A nem nyugtázható, nem megbízható adatátvitelt lehetővé tevő protokollja hasonló az UDP-hez. Az adatfolyam szolgáltatása pedig a TCP-hez hasonlóan működik. Ezen középső rétegbeli protokollok az IP protokoll felett működnek.
A legfelső rétegben találhatók a fájl- és nyomtató-szolgáltatások, valamint a StreetTalk, az első, jól használható, a teljes hálózatra nézve globálisan konzisztens névfeloldó szolgáltatás. A StreetTalk képes volt egymástól távoli hálózatokat egyetlen hálózatban egyesíteni, és mindezt zökkenőmentes erőforrás megosztással. Mindezt hierarchikus név-sémával oldotta meg. A könyvtárbejegyzések elem@csoport@szervezet formájúak voltak. A felhasználói fiókok és az erőforrások (például nyomtatók, fájl-kiszolgálók) is az előzőhöz hasonlóan hierarchiába voltak rendezve.

## A VINES kliens szoftver
A VINES kliens támogatta a legtöbb PC-s operációs rendszert, mint például az MS-DOS és a Microsoft Windows korábbi verziói. Nem igényelt sok erőforrást a kliens gépen a hasonló, konkurens szoftverekkel szemben, ennek köszönhetően az 1990-es évek második felében is sok helyen használták. A kiszolgáló oldalon is hasonló volt a helyzet, közepes hardveren is jó teljesítményt nyújtott.

## Piaci bevezetés
A hatékony StreetTalk modellnek köszönhetően alacsony sávszélességigényű szoftver nyújtotta címtár szolgáltatásokat multinacionális vállalatok és kormányok kezdték el használni. Első, korai alkalmazó az USA külügyminisztériuma, amely a VINES segítségével kapcsolatot tudott létesíteni a fejlett világbeli, 56k modemes rendszert használó és a harmadik világbeli, rossz minőségű, analóg telefonrendszert használó nagykövetségei között. A VINES tartalmazott pont-pont és csoport beszélgetési lehetőséget, amely alapvető kommunikációra volt alkalmas biztonságos kapcsolaton keresztül.

## Alkalmazás a Védelmi minisztériumban
Az 1980-as évek végén az Amerikai Tengerészgyalogság egy világméretű hálózat összekapcsolására alkalmas, egyszerűen használható terméket keresett, amely tartalmaz e-mail, fájl és nyomtatási funkciókat. 1988-ra a Tengerészgyalogság szabványosította a VINES-t a helyőrségeinél és a bevethető, szárazföldi egységeknél, mint hálózati operációs rendszert. A VINES első, komoly tesztje az 1990-1991-es Öbölháború volt, ahol a VINES üzenetküldés funkcióját használták célpontlisták illetve hajóágyúk beállításainak továbbítására.

## A VINES versenytársai
A Banyan operációs rendszer versenytársai egy teljes évtizeden át nem igazán foglalkoztak címtárszolgáltatásokkal. Így a VINES gyakorlatilag egyeduralkodó volt 1985-től 1995-ig a címtárszolgáltatások terén. A kilencvenes évek közepére viszont a Novell és a Microsoft is elkészítették a saját címtárszolgáltatást is támogató rendszereiket.
A Novell az X.500 félkész szabványa alapján létrehozta az NDS (NetWare Directory Services, majd később Novell Directory Services) névre keresztelt saját specifikációját. Akkoriban született meg az LDAP is, amelynek internetes szabvánnyá válására a Novell válaszul elkészített egy külső modult, ami elérést nyújt külső alkalmazások számára LDAP protokollon keresztül az NDS-hez is.
A Microsoft és az IBM kezdetben közösen fejlesztett kimondottan Intel-alapú gépekre egy lemezes operációs rendszert. Az IBM verziója PCDOS-ként került forgalomba az IBM LAN Managerrel, a Microsoft megoldása pedig MS-DOS-ként a Microsoft LAN Managerrel. Nem sokkal ezután a Microsoft és az IBM útjai elváltak. A Microsoft továbbfejlesztette a saját hálózati operációs rendszerét, amelynek eredménye 1993-ra a Windows NT lett.
A Windows 2000-rel együtt jelent meg az Active Directory címtár, amely adatbázisból és az azt futtató Active Directory szolgáltatásból áll. Fő célja a Windowst futtató számítógépek részére azonosítással és jogosultságkezeléssel foglalkozó szolgáltatások nyújtása. Az Active Directory objektumait a Directory Information Tree (címtárinformációs fa, DIT) adatbázisa tárolja. A struktúra legmagasabb szintjén foglal helyet az erdő (forest) , amely az AD összes objektumának, azok attribútumainak és szabályainak (az attribútumok szintaxisa) gyűjteménye. Az erdőt egy vagy több, kétirányú és tranzitív bizalmi kapcsolat (trust) által összekötött fa (tree) alkotja. Ezzel az NDS-nél és a VINES-nál fejlettebb architektúrával, valamint piaci politikájával a Microsoft bukásra ítélte a StreetTalk-ot, a VINES operációs rendszert és magát a Banyan céget is.

## Elszigetelődés
Az 1990-es évek végén a VINES modellje, szolgáltatásai teret vesztettek a konkurensek új megoldásaival szemben.
A Banyan, mint fejlesztőcég nem volt képes növelni a piaci részesedését a fő bázisát adó multicégeken és kormányzatokon kívül. Egyik lényeges probléma az volt, hogy nem fejlesztettek olyan, új operációs rendszert, amely kihasználta volna az új hardverekben rejlő lehetőségeket. A másik probléma a StreetTalk modell időközbeni elavulása volt, amely a VINES lényegi részét adta. Ezen két ok miatt az eladások gyorsan csökkentek. A Banyan még megpróbálkozott a StreetTalk modell önálló, Windows NT-s, LDAP rendszerekhez szánt alkalmazásként kiadásával, azonban ezzel sem tudta elkerülni a bukást.
A Banyan márkanevet 1999-ben az ePresence internetes szolgáltatásokkal foglalkozó cég vásárolta meg. A Banyan kiszolgáló létesítményei 2003-ban a Unisys-hez kerültek (lásd: Active Directory).